# The Sin and Doom of Godless Men
The Sin and Doom of Godless Men – pierwsze demo amerykańskiego zespołu deathcore’owego Impending Doom, wydany przez nich niezależnie w 2005 roku.
Grupa od początku swej działalności utrzymywała się w stylistyce grindcore/goregrind, toteż brzmienie płyty oscyluje wokół tych gatunków, do czasu wydania ich pierwszego albumu studyjnego, na którym zespół bardziej zwrócił się w stronę deathcore’u, zachowując częściowo brzmienie z dema. Dodatkowo trzy utwory z tego albumu: „Condemned”,
„For All Have Sinned” oraz „In Reverence Of” znalazły się w odświeżonej wersji na „Nailed. Dead. Risen.”.

## Lista utworów
1. „Condemned” – 2:54
2. „For All Have Sinned” – 2:42
3. „Hell’s Holocaust” – 2:23
4. „Patience in Suffering” – 3:28
5. „In Reverence Of” – 3:12[1]

## Twórcy
- Brook Reeves – wokal
- Jon Alfaro – gitara basowa
- Manny Contreras – gitara
- Chris Forno – gitara
- Isaac Bueno – perkusja[1]